# Polyrhachis opalescens
Polyrhachis opalescens är en myrart som beskrevs av Clark 1930. Polyrhachis opalescens ingår i släktet Polyrhachis och familjen myror. Inga underarter finns listade i Catalogue of Life.